# (23400) A913 CF
(23400) A913 CF est un astéroïde de la ceinture principale de 4,215 km de diamètre découvert en 1913.

## Description
(23400) A913 CF a été découvert le 11 février 1913 à l'observatoire Lick, un observatoire astronomique de l'université de Californie situé au sommet du mont Hamilton à l'est de San José (États-Unis), par Heber Doust Curtis.

### Caractéristiques orbitales
L'orbite de cet astéroïde est caractérisée par un demi-grand axe de 2,98 ua, un périhélie de 2,77 ua, une excentricité de 0,07 et une inclinaison de 9,18° par rapport à l'écliptique. Du fait de ces caractéristiques, à savoir un demi-grand axe compris entre 2 et 3,2 ua et un périhélie supérieur à 1,666 ua, il est classé, selon la JPL Small-Body Database, comme objet de la ceinture principale.

### Caractéristiques physiques
(23400) A913 CF a une magnitude absolue (H) de 14,8 et un albédo estimé à 0,300, ce qui permet de calculer un diamètre de 4,215 km. Ces résultats ont été obtenus grâce aux observations du Wide-Field Infrared Survey Explorer (WISE), un télescope spatial américain mis en orbite en 2009 et observant l'ensemble du ciel dans l'infrarouge, et publiés en 2011 dans un article présentant les premiers résultats concernant les astéroïdes de la ceinture principale.